# Catedral de la Santísima Trinidad (Auckland)
La Catedral de la Santísima Trinidad (en inglés: Holy Trinity Cathedral) está situada en Parnell, un suburbio residencial de Auckland, Nueva Zelanda.
El primer lugar de culto anglicano en Auckland fue la antigua iglesia de San Pablo, en la parte inferior de Princes Street, pero los residentes Parnell estaban cansados de caminar unos 3 km (1,9 millas) a través de potreros para llegar a su iglesia.
La antigua Iglesia de Santa María fue demolida y en 1886 comenzó a trabajarse en el terreno contrario para construir una nueva Iglesia Catedral de Santa María. Esta iglesia de madera de estilo gótico fue diseñada por el destacado arquitecto de Nueva Zelanda Benjamin Mountfort y se terminó en 1897. El edificio sirvió como la Iglesia Catedral y la principal Iglesia Anglicana de Auckland hasta 1973, cuando la catedral de la Santísima Trinidad, cuya primera piedra fue colocada en 1957, entró en uso. En 1982 la iglesia de Santa María se trasladó al otro lado de Parnell Road a su actual emplazamiento junto a la Catedral.